# مزرعه پانه‌سر
مزرعه‌پانه‌سر، روستایی از توابع بخش مرکزی شهرستان پیرانشهر در استان آذربایجان غربی ایران است.

## جمعیت
این روستا در دهستان منگور غربی قرار دارد و براساس سرشماری مرکز آمار ایران در سال ۱۳۸۵، جمعیت آن زیر سه خانوار بوده‌است.